# 정상과학
정상과학(Normal science)은 토머스 쿤이 《과학혁명의 구조》를 통해 주장한 개념으로, 지금 이 시대의 사람들과 이론들이 가지고 있는 체계 속에서 현재의 패러다임을 지지하기 위해 일궈 나가는 과학의 결과물을 말한다.
그리고 과거의 과학적인 업적 가운데 하나 이상의 것에 확고한 기반을 둔 연구 활동을 뜻한다. 여기서 업적이란 어떤 특정한 과학 사회가 얼마동안 과학의 더 나은 실제를 위한 기초를 제공했다고 인정하는 것을 말한다.
정상과학은 패러다임과 밀접하게 연관되어 있다. 
패러다임은 어느 과학 사회의 근간을 이루는 것으로서 구성원 전체가 공유하는 이론, 법칙, 방법, 지식, 가치, 전통 등을 포괄한다.
정상과학은 하나의 패러다임이 밝혀 주는 새로운 사실에 대한 지식을 확장시켜 주고 그런 사실과 패러다임의 예측이 잘 들어맞도록 해 주며 패러다임 자체를 한층 더 명백히 밝힌다. 그럼으로써 하나의 패러다임은 현실화되는 것이다.

구체적인 사례를 통해서 정상과학의 의미를 정확히 이해할 수 있다.
과거 천동설의 시대에 모든 천문 관측들은 바로 지구가 우주의 중심이라는 전제 하에서 이루어졌고 그에 따라 모든 관측에 대한 해석은 천동설을 중심으로 이루어졌다.
당대의 정상과학은 바로 천동설과 그에 따른 천문연구였다.
그러나 갈수록 해괴한 결과들이 나타나기 시작하면서 정상과학의 위치가 흔들린다.
처음 몇몇 결과들이야 천동설에 대한 수정과 보완으로 해결 가능했지만 그래도 설명되지 않는 몇몇 사례들은 이해할 수 없는 결과로 남으면서 기존 패러다임을 흔들기 시작하였다.
그러다가 지동설이라는 새로운 패러다임이 나타나면서 지동설을 중심으로 한 결과 해석을 내놓기 시작한다.
바로 이런 변화를 패러다임의 전환이라고 쿤은 명명한다. 이 변화를 통해 과학자 집단은 구 패러다임과 신 패러다임 간의 대 논쟁에 휩싸이며 그속에서 새로운 패러다임이 승리하면 과학의 혁명이 일어난다. 이제 정상과학은 지동설이 되고 천동설은 흘러간 구 시절의 패러다임이 되는 것이다.

## 같이 보기
- 구획문제
- 과학 공동체
- 과학적 방법